# پارگی خودبخودی عروق کرونر
پارگی خودبخودی عروق کرونر (SCAD) یک وضعیت غیرمعمول اما بالقوه کشنده است که در آن یکی از شریان‌های کرونری که قلب را خونرسانی می‌کند، به‌دلیل پارگی در دیواره، به‌طور خود به خود دچار تجمع خون در دیواره یا هماتوم می‌شود. SCAD یکی از پارگی‌هایی شریانی است که ممکن است رخ دهد.
این عارضه یکی از علل اصلی حملات قلبی در زنان جوان و بدون این عارضه سالم بوده و معمولاً فاقد عوامل خطر معمول، قلبی عروقی هستند. در حالی که علت دقیق آن هنوز مشخص نیست، SCAD احتمالاً مربوط به تغییراتی است که در طول و بعد از بارداری رخ می‌دهد، یا احتمالاً عوامل ژنتیکی، تأثیرات هورمونی، مشکلات التهابی یا تغییرات ناشی از بیماری نیز می‌تواند در آن دخیل باشد. این تغییرات منجر به پارگی دیواره می‌شود که جریان خون را به قلب محدود می‌کند و باعث ایجاد علائم می‌گردد. این عارضه اغلب در کت لب با آنژیوگرافی تشخیص داده می‌شود، اگرچه تست‌های تأییدی پیشرفته تری نیز وجود دارد. در حالی که خطر مرگ ناشی از این عارضه کم است، نرخ نسبتاً بالایی از عود داشته که منجر به ادامه علائم بیشتری از شبهه حمله قلبی، در آینده می‌شود.

## علائم و نشانه‌ها
این عارضه اغلب بمانند حمله قلبی در زنان جوان تا میانسال و سالم ظاهر می‌شود. این الگو معمولاً شامل درد قفسه سینه، ضربان قلب سریع، تنگی نفس، تعریق، خستگی مفرط، حالت تهوع و سرگیجه است. تعداد کمی از افراد مبتلا به این عارضه ممکن است مواردی چون شوک قلبی (۲–۵٪)، آریتمی بطنی (۳–۱۱٪)، یا پس از ایست قلبی نشان دهند. SCAD مرتبط با بارداری و پس از زایمان معمولاً در مقایسه با سایر موارد پیامدهای بدتری به همراه دارد.

## علل
عوامل خطر شامل بارداری و دوره پس از زایمان است. شواهد نشان می‌دهد که تغییرات عروقی مرتبط با استروژن و پروژسترون در این دوره بر عروق کرونر تأثیر گذاشته و به ایجاد این عارضه کمک می‌کند. برخی از گزارش‌های موردی و مجموعه‌ای از موارد، ارتباط آن با بیماری‌های التهابی خود ایمنی را نشان می‌دهند، اما مطالعات بزرگ‌تری برای بررسی این رابطه وجود ندارد. شرایط وراثتی زمینه‌ای مانند دیسپلازی فیبروماسکولار و اختلالات بافت همبند (مانند سندرم مارفان، سندرم اهلرز-دانلوس، و سندرم لویز-دیتز) با SCAD مرتبط هستند، محرک‌های این عارضه ممکن است شامل استرس شدید فیزیکی یا عاطفی باشند، اما بسیاری از موارد علت مشخصی ندارند.

## پاتوفیزیولوژی
علائم این عارضه نتیجه محدودیت در اندازه لومن شریان کرونر آسیب دیده است. خونریزی در دیواره شریان (درون‌لایه) که از رگ‌های کوچکی که این لایه عضلانی (رگ‌های عروقی) را خون‌رسانی می‌کنند، منشأ می‌گیرد، منجر به جمع‌شدن خون یا هماتوم بین لایه‌های دیواره شریان می‌شود./ هماتوم، مجرا را فشار می‌دهد و از رسیدن جریان خون به عضله قلب (میوکارد) جلوگیری می‌کند. در برخی موارد (~۳۰٪) این هماتوم (که به آن هماتوم داخل دیواره نیز گفته می‌شود) با پارگی در داخلی‌ترین لایه شریان - تک لایه‌ای از سلول‌های اندوتلیال به نام درون‌لایه همراه است. مشخص نیست که آیا این قبلاز یا به دنبال خونریزی در دیواره شریان رخ می‌دهد. ردیابی خون در دیواره شریان (هم در حضور یا نبود وجود پارگی انتیما) به عنوان «لومن کاذب» شناخته می‌شود. محدودیت جریان خون در مجرای «واقعی» دسترسی اکسیژن و مواد مغذی به عضله قلب یا میوکارد را محدود می‌کند. در نتیجه، میوکارد به تقاضای اکسیژن ادامه داده اما به اندازه کافی توسط شریان کرونر تأمین نمی‌شود. این عدم تعادل منجر به ایسکمی، آسیب و در برخی موارد می‌تواند منجر به مرگ بافت میوکارد و ایجاد حمله قلبی (سکته قلبی) شود.

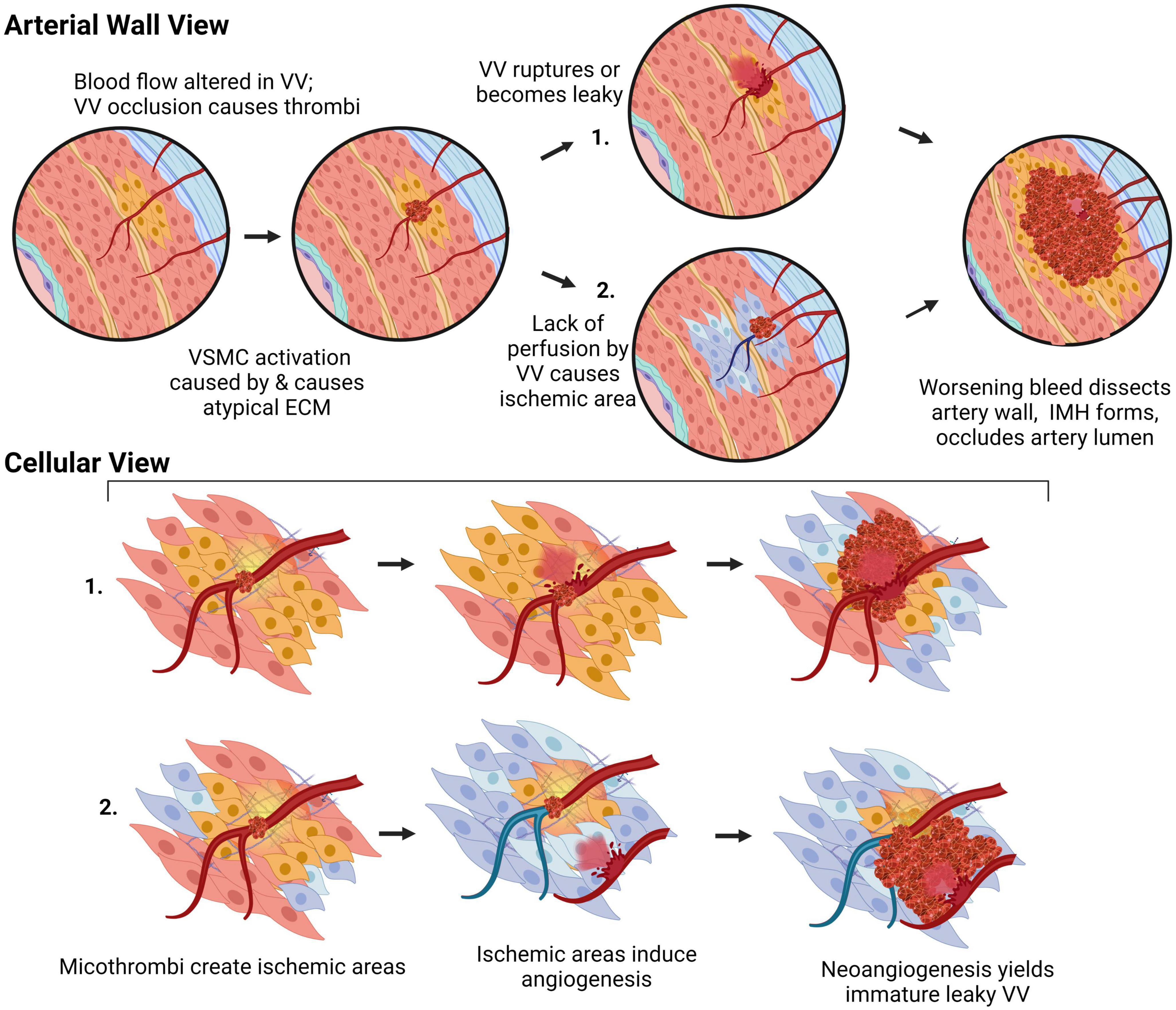
یک فرضیه بیماری پیشنهادی برای SCAD